# Улица Маза Ропажу
Улица Ма́за Ро́пажу (латыш. Mazā Ropažu iela) — улица в Видземском предместье города Риги, в историческом районе Тейка. Начинается от улицы Ропажу, пролегает в юго-восточном направлении, пересекает улицу Цаунес и заканчивается перекрёстком с Бривибас гатве. С другими улицами не пересекается.
По официальным сведениям, длина улицы составляет 246 метров, из которых фактически существуют два обособленных участка — северный (76 м) и южный (106 м), а в средней части проезжая часть прерывается многоэтажной застройкой 1980-х годов. На всём протяжении улица асфальтирована, разрешено двустороннее движение. Общественный транспорт не курсирует.
Улица Маза Ропажу проложена в первой четверти XX века. Переименований улицы не было.

## Прилегающие улицы
Улица Маза Ропажу пересекается со следующими улицами:
- Улица Ропажу
- Улица Цаунес
- Бривибас гатве